# Direttore della fotografia
Il direttore della fotografia è il responsabile della fotografia cinematografica durante la realizzazione di un film.
In maniera estensiva, a volte viene definito tale anche chi decide le luci di uno spettacolo teatrale, di uno spettacolo televisivo in studio, di un concerto, di un videoclip, di una sfilata di moda o di una mostra, mestiere che più propriamente si chiama datore luci o direttore delle luci e, ultimamente, light designer.

## Sul set

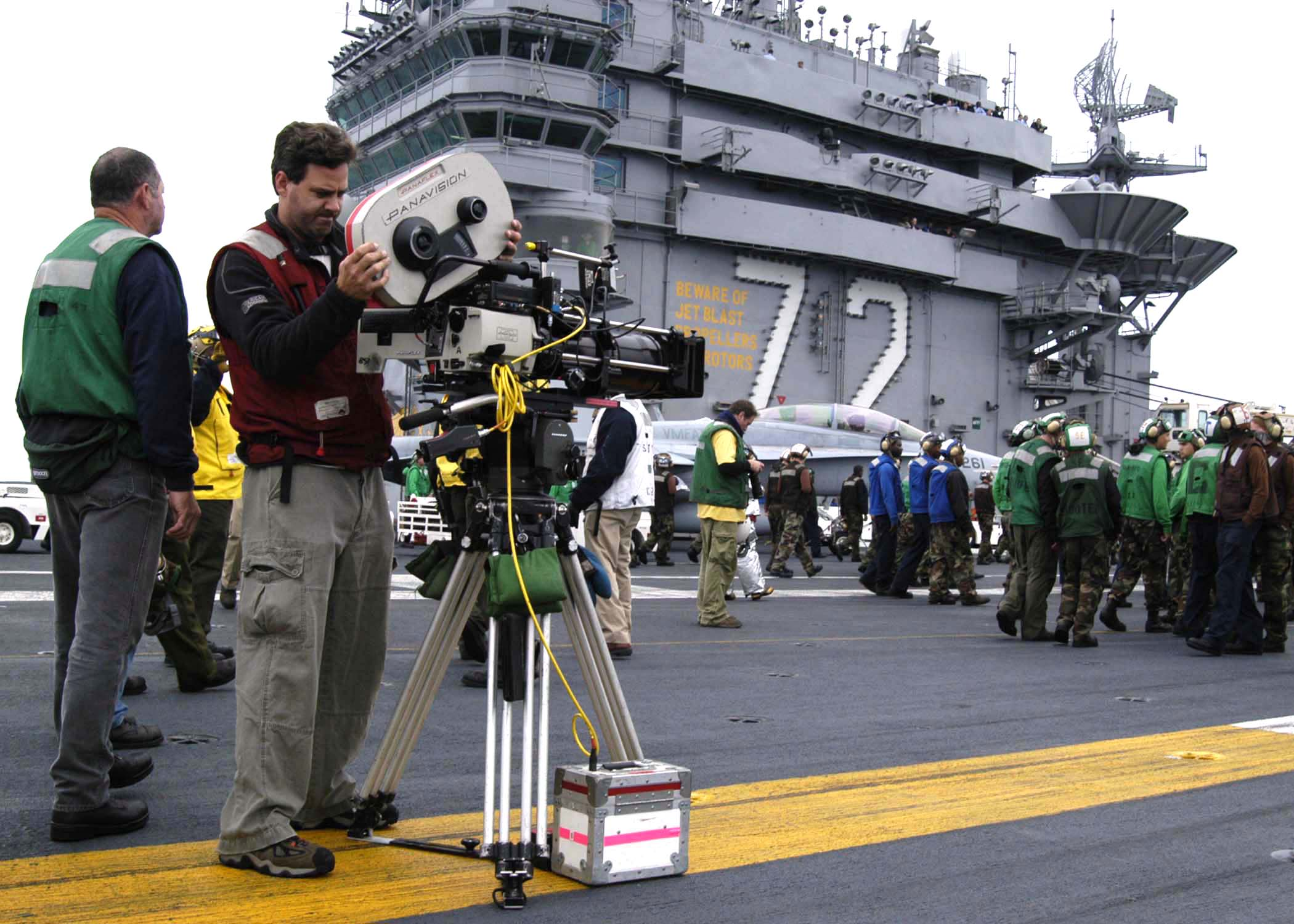
Una troupe prepara le scene da girare sul ponte di volo per il film Stealth - Arma suprema sulla portaerei Abraham Lincoln

Al cinema (e per continuità nei film e nelle fiction televisive) è considerato una delle figure professionali più importanti della troupe, poiché è responsabile dell'impatto visivo delle immagini sullo spettatore. Può lavorare con una certa autonomia decisionale, oppure a stretto contatto col regista e con altri elementi della troupe (fra i quali l'operatore di macchina, l'assistente operatore e lo scenografo). Molti dei capolavori della settima arte sono frutto di storici sodalizi tra grandi registi e direttori della fotografia, spesso impegnati assieme in più di un film, a titolo d'esempio: la collaborazione di Orson Welles e Gregg Toland in Quarto potere, quella tra Stanley Kubrick e John Alcott in 2001: Odissea nello spazio, Arancia meccanica, Barry Lyndon e Shining e quella tra Ingmar Bergman e Sven Nykvist in Persona, Sussurri e grida e Fanny e Alexander, Peter Jackson e Andrew Lesnie nelle trilogie de Il Signore degli Anelli e Lo Hobbit e in particolar modo quella tra i registi messicani Alejandro González Iñárritu e Alfonso Cuarón e il connazionale Emmanuel Lubezki.
Oltre alle conoscenze tecniche, il direttore della fotografia deve avere anche doti artistiche, essendo la fotografia un processo creativo ed interpretativo assai complesso. Non mancano direttori in grado di "interpretare la luce" e di dare coerenza visiva alle riprese connotandole con un'impronta autoriale del tutto personale.
Secondo il tre volte vincitore del premio Oscar Vittorio Storaro, il termine "direttore della fotografia" non descrive a pieno il ruolo di questa importante figura. In un'intervista all'Ischia Film Festival, Storaro ha dichiarato: «Non mi sono mai sentito a mio agio con la definizione "direttore della fotografia", preferisco piuttosto "autore della fotografia cinematografica". "Autore" vale a dire, infatti, libero ingegno creatore, della "foto-grafia" cioè dello "scrivere con la luce"». Questa definizione racchiude il tema centrale del suo pensiero: la direzione della luce, ampiamente approfondito nella sua trilogia dal titolo Scrivere con la luce.

## Mansioni
Le principali mansioni di un direttore della fotografia sono: la composizione dell'inquadratura, la progettazione illuminotecnica, il controllo dei movimenti della macchina da presa, le scelte stilistiche sull'angolo di ripresa e la scelta dell'obiettivo, così come il piano di messa a fuoco, l'apertura del diaframma per l'esposizione voluta, la distanza e la profondità di campo ecc. Molti degli elementi tecnici di base sono gli stessi della fotografia tradizionale, con in più l'attenzione al movimento di attori e macchina da presa coordinato perché risulti in luce o in ombra secondo il senso che si vuole dare alle immagini secondo le scelte del regista e dei collaboratori per l'inquadratura.
Ancora più complesso è il lavoro del direttore della fotografia quando le riprese non vengono effettuate secondo il tempo naturale della scena, ma vengono rallentate o accelerate, o in caso si usino effetti speciali, modellini ecc. Alla fine delle riprese, dopo che il montaggio ha selezionato e messo in sequenza tutte le immagini del film, il direttore della fotografia in genere interviene ulteriormente a correggere l'esposizione e la composizione dei colori (color correction) prima della stampa definitiva dal negativo o, in caso di riprese digitali, prima della produzione della copia campione.